# Ptychodon roscoei
Ptychodon roscoei är en snäckart som beskrevs av Frank Climo 1978. Ptychodon roscoei ingår i släktet Ptychodon och familjen Charopidae. Inga underarter finns listade i Catalogue of Life.